# Lac Wey
Lac Wey er et af de fire departementer, som udgør regionen Logone Occidental i Tchad.
8°34′N 16°05′Ø / 8.57°N 16.08°Ø